# ブーヴェ (戦艦)
| 竣工直後のブーヴェ | |
| 艦歴               | |
| 発注               | ロリアン造船所 |
| 起工               | 1893年1月 |
| 進水               | 1896年4月27日 |
| 就役               | 1898年10月8日 |
| その後             | 1915年3月18日に触雷沈没 |
| 前級               | マッセナ |
| 後級               | シャルルマーニュ級 |
| 性能諸元           | |
| 排水量             | 常備：12,200トン、満載：-トン |
| 全長               | 122.6m 121.0m(水線長) |
| 全幅               | 21.4m |
| 吃水               | 8.4m |
| 機関               | ベルヴィール式石炭専焼缶24基 +インドル式直立型三段膨張式レシプロ機関3基3軸推進                                                                                              |
| 最大出力           | 14.000hp |
| 最大速力           | 18.0ノット |
| 航続距離           | 10ノット/4,000海里 |
| 燃料               | 石炭：610トン |
| 乗員               | 660～710名 |
| 兵装               | Model 1893 30.5cm(45口径)単装砲2基 Model 1893 27cm(45口径)単装砲2基 Model 1893 14cm(45口径)単装砲8基 10cm(45口径)単装速射砲8基 47mm単装速射砲14基 45cm水中魚雷発射管単装4基 |
| 装甲               | 舷側：200～400mm（水線面主装甲） 甲板：88mm(水平面) 主砲塔：370mm(前盾) バーベット：-mm                                                                                     |

ブーヴェ (Bouvet) は、フランス海軍が建造した前弩級戦艦であるが、フランス海軍では依然として装甲艦も戦艦も「艦隊装甲艦」と呼称しており区別はしていない。名はフランスの海軍提督フランソワ・ジョゼフ・ブーヴェ（François Joseph Bouvet）にちなむ。

## 概要
本艦はフランス海軍の1890年海軍計画により主力艦24隻を配備するべく10年間で10隻の戦艦を開始し、本艦はその4隻目であった。

## 艦形
船体形状は同時代のイギリス前弩級戦艦に近似した軽いタンブル・ホーム型船体となっている。艦首と艦尾の形状は普通だが舷側甲板よりも水線部装甲の部分が突出する特徴は変わらない。このため、前艦と違って甲板面積は広くとられた。
ほぼ垂直に切り立った艦首から艦首甲板に30.5cm単装主砲塔が1基の背後に、司令塔を組み込んだ艦橋からミリタリーマストが立つ。ミリタリーマストとはマストの上部あるいは中段に軽防御の見張り台を配置し、そこに37mm～47mmクラスの機関砲(速射砲)を配置した物である。これは、当時は水雷艇による奇襲攻撃を迎撃するために遠くまで見張らせる高所に水雷艇撃退用の速射砲あるいは機関砲を置いたのが始まりである。形状の違いはあれどこの時代の列強各国の大型艦には必須の装備であった。
本艦のミリタリーマストは内部に階段を内蔵した円筒状となっており、頂部には二層式の見張り台が設けられた。下段の見張り台には47mm単装速射砲が1基ずつ計4基が配置され、後部ミリタリーマストも同形式で前後4基ずつ計8基配置された。前部ミリタリー・マストの背後には等間隔に煙突が二本立ち、その周囲は艦載艇置き場となっており、2番煙突基部のクレーンにより運用された。
艦載艇置き場の後部にはミリタリー・マストが立ち、その後ろに30.5cm単装主砲塔が後向きに1基配置された。本艦の舷側甲板の横、船体中央部の張り出し部に27cm単装副砲塔が船体中央部に片舷1基ずつ計2基配置され、対水雷艇用に14cm単装砲塔が前後に1基ずつと、前後の主砲塔の左右に1基ずつ計8基を配置した。
この配置により艦首尾線方向に最大30.5cm砲1門、27cm砲2門、14cm砲4門が指向でき、左右方向には最大30.5cm砲2門、27cm砲1門、14cm砲4門が指向でき強力な火力を誇っていた。

## 艦歴
第一次世界大戦ではガリポリの戦いに投入されるが、その最中の1915年3月18日に触雷して転覆・沈没した。総員710名中、約660名が戦死した。

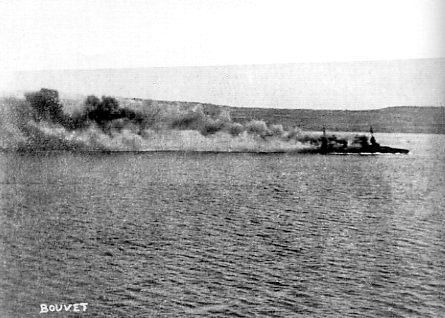
ダーダネルス海峡で機雷に接触し、沈没するブーヴェ
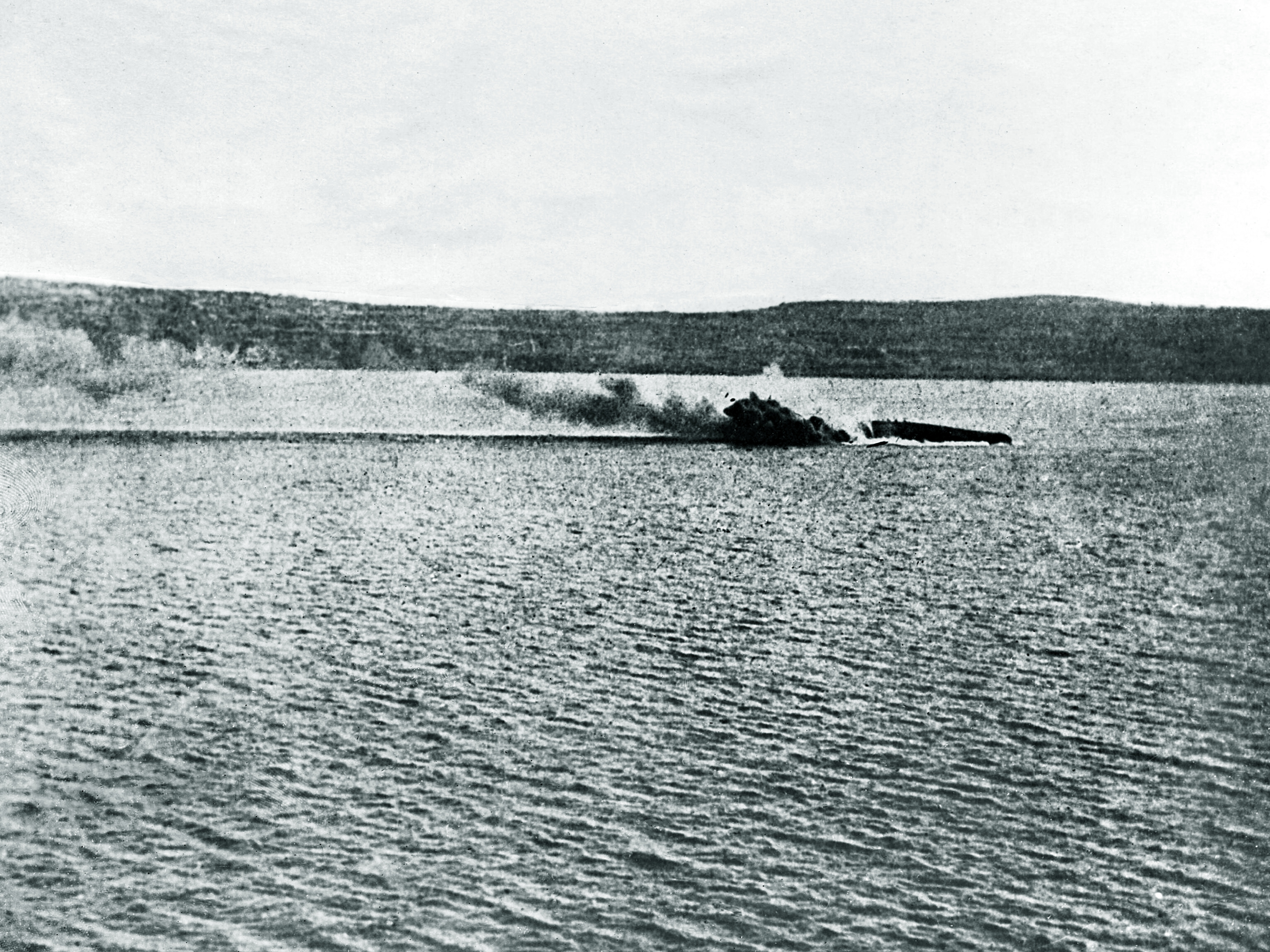
転覆するブーヴェ

## 参考図書
- 「Conway All The World's Fightingships 1860-1905」（Conway）
- 「Conway All The World's Fightingships 1906–1921」（Conway）
- 「世界の艦船増刊第38集　フランス戦艦史」(海人社)